# 海滨小节猛水蚤
海滨小节猛水蚤（学名：Microarthridion littoralis）为大吉猛水蚤科小节猛水蚤属的动物。分布于俄罗斯、挪威、英国、法国、德国、北美以及中国大陆的广东、福建等地，属于广温性种类。其常见于近海沿岸带的咸淡水中以及有时亦分布于淡水中。